# Teoría de la posmodernidad
Teoría de la posmodernidad (Título original: Postmodernism, or, the Cultural Logic of Late Capitalism) es un libro de Fredric Jameson de 1991, en el que el autor ofrece una crítica del modernismo y el posmodernismo desde una perspectiva marxista. El libro comenzó como un artículo de 1984 en la New Left Review.
Para Jameson, el posmodernismo es un campo forzado pero muy penetrante, dado que las culturas se forman a través de los medios de comunicación ("cultura de masas"). Esta llamada cultura de masas nos obliga indirectamente a moldear nuestras ideologías y nos pone bajo la influencia de la cultura de los medios, un proceso que Jameson llama hegemonía. Sin embargo, esta hegemonía no tiene nada que ver con la idea poscolonial de colonización; más bien es una forma de hegemonía en el mundo posmoderno, donde los medios y el capitalismo juegan el papel más significativo en la colonización de los pensamientos y formas de vida de las personas.
Jameson sostiene que el posmodernismo es la era del fin de las ideologías tradicionales. El final de las ideologías tradicionales se puede ver a través de una nueva ola de producciones estéticas. Utiliza la arquitectura y la pintura como ejemplos. Por ejemplo, destaca las diferencias entre la mentalidad del modernismo y el posmodernismo al comparar los “Zapatos de labriego” de Van Gogh con los “Zapatos de polvo de diamantes” de Andy Warhol.
Para Jameson, el posmodernismo, como cultura de masas impulsada por el capitalismo, impregna todos los aspectos de nuestra vida diaria. Lo queramos o no, lo asimilamos. Esto, a su vez, la convierte en una cultura "popular" de masas.

## Introducción
Este libro inicia como un ensayo que Jameson escribe en 1984 y se publica en 1991. Como se puede ver cuando el ensayo se escribe, hay una idea de que algo se está gestando, pero cuesta ponerlo en palabras. En el momento en que se publica, ya se había materializado lo que estaba en el aíre, porque en 1989, se da el fin de la guerra fría y la caída del Muro de Berlín. Estando muy cerca de estos eventos, Jameson argumenta el fin de un periodo, lo que representa un hecho muy fuerte. 
Al inicio del texto, Jameson se cuestiona si nos hallamos ante una ruptura o una continuidad —si hay que ver el presente como una originalidad histórica o como la mera prolongación de lo mismo con otro disfraz. Habla entonces es de una nueva etapa en la periodización histórica, lo que supone una construcción cultural, que se produce en tiempo y espacio en todos los niveles, es decir que se da un cambio de pensamiento, de paradigma, que implica cambios sociales, políticos, económicos. Un cambio de este tipo está determinado por un movimiento cultural (lógica cultural) y por un determinado ordenamiento material (capitalismo tardío). 
Jameson tiene una perspectiva marxista y hace mucho énfasis en esta correlación entre base y superestructura. Todo lo que explica desde el punto de vista cultural y estético, también tendrá en cuenta el trasfondo al pensar en la base económica y la base de dominación de hegemonía que sustenta a todas estas expresiones. En la argumentación de este cambio se propone que estamos en la postmodernidad.

## Lógica Cultural del Capitalismo Tardío
Jameson argumenta el presente a través del posmodernismo, que es lo que queda cuando el proceso de modernización ha concluido y la naturaleza “se ha ido para siempre”. La cultura se convierte en una auténtica segunda naturaleza. En la cultura posmoderna la “cultura” se vuelve un producto por derecho propio; hay una enorme dilatación de la esfera de las mercancías
La cuestión de su existencia depende de la hipótesis de una ruptura radical. Es por eso además se plantea una relación dialéctica entre presente y pasado. Jameson planta esta idea de que hay algo profundamente modificado y tiene que ver con determinados aspectos de la cultura; la cultura postmoderna es radicalmente otra con respecto a la cultura moderna.
Habla sobre el fin de la gran división entre lo alto y lo bajo. En el posmodernismo los materiales aparecen equiparados; el desvanecimiento en el postmodernismo de la antigua frontera, esencialmente modernista, entre la cultura de elite y la cultura comercial o de masa.

### Lógica Cultural
¿Qué significa esta lógica cultural? ¿Cómo la explica? ¿Porque usa lógica cultural y no otra palabra? Y ¿Cómo se configura el capitalismo tardío?
Al texto se le llama Posmodernismo: La Lógica Cultural Del Capitalismo Tardío, mientras que algunos lo llaman La Lógica Cultural Del Capitalismo Tardío, sin el Posmodernismo.  Es decir, Postmodernismo es igual a la lógica cultural. Esto sería una clave del capitalismo tardío, la base material. Entonces a esa lógica cultural le corresponde determinada organización cultural. Determinada base estructural económica y viceversa. Esa base estructural es la condición de medios de organización económica que necesita esa nueva lógica cultural para funcionar, están relacionadas. Nunca podría estar una lógica cultural desvinculada en términos económicos. 
Entonces, al hablar de esto, no está hablando de un estilo, sino de una lógica cultura que permite que convivan todos estos estilo (vintage, steampunk, etc.). Hay determinados puntos que conforman una lógica y esos puntos que nos permiten hablar de una lógica cultural.

#### Capitalismo Tardío
Destaca tres rupturas o saltos cuánticos fundamentales en la evolución de la maquinaria bajo el capital (Tomando referencia de Ernst Mandel). Esta periodización subraya que el capitalismo ha conocido tres momentos fundamentales, siendo cada uno una expansión dialéctica del anterior. Las revoluciones básicas del poder tecnológico —la tecnología de producción mecánica de máquinas motrices— aparecen entonces como los momentos determinantes de la revolución tecnológica globalmente considerada. 
1. Capitalismo mercantilista o de mercado. (1700 – 1870) Nace con revolución industrial en 1750. Empezar a producir máquina que permite producir en serie lo que antes era producido en serie. Se conforma un mercado. Etapa mercantilista. Entra el realismo como dominante cultural.
2. Capitalismo industrial, monopolio o imperialista. (1870 – 1940) Es el capitalismo que describe Marx, es el de la fábrica, ya una ciudad copada por fábricas, muchos proletarios, muchos dueños de medios de producción, con salario, la plusvalía. Lo que cada nación puede producir en su sistema productivo. En este periodo, USA está al frente como imperio. Modernismo como dominante cultural.
3. Capitalismo tardío o Fase del Capital Multinacional. (Posterior a WWII) Erróneamente llamado postindustrial. Adquiere globalización por la característica trasnacional, va a aparecer este capitalismo tardío que va a ser principalmente financiero, no va a ser fabril. La fábrica existe, pero no está ligada a un territorio, adquiere sucursales en diferentes territorios y se adapta a diferentes realidades culturales. Posmodernismo como dominante cultural

Esta idea que conforma un nuevo tipo de sociedad está en correlación con que estamos en una nueva base. Ya no estamos en el momento el capitalismo industrial, él va a hablar de un capitalismo multinacional; una forma de capitalismo más pura que podemos pensarla en forma del capitalismo financiero. Dichas teorías tienen obviamente la obligación de demostrar, en su propia defensa, las teorías de la ruptura radical. La nueva formación social en cuestión ya no obedece a las leyes del capitalismo clásico; esto es la primacía de la producción industrial y la omnipresencia de la lucha de clases; ya no estamos en ese momento. Es una fase del capitalismo más dura que cualquiera de los momentos precedentes. Es por eso que el postmodernismo, en esta perspectiva, es mucho más que un estilo; aparece como una pauta cultural del capitalismo financiero. 
Se dice capitalismo tardío porque ya está, pero recién ahora se está hablando de él. Lo señala tardío porque él cree que hay capitalismo para rato, de hecho una de las bases de la post modernidad es que ya no hay mucha discusión que el capitalismo es el sistema operativo y operante. Tardío, en relación con que ya viene, es la tercera etapa, por eso también la traducción de capitalismo avanzado, que se da más tarde.

### Ruptura Radical
Ahora si bien es cierto que plantea esta idea de una ruptura radical, reconoce que hay algunos elementos que persisten de la lógica modernista y sobre todo algunos procedimientos que vienen de la tradición de las vanguardias históricas que se actualizan a una nueva ecología cultural.  Lo que se da en términos de la ruptura radical es esta lógica cultural que provee esta nueva base económica.
Trata de pensar el mismo objeto de ruptura que va a venir de las vanguardias históricas en un nuevo contexto mediático y en un nuevo contexto cultural, es decir como leer el mismo gesto en dos momentos diferentes.
En cuanto a la reacción postmodernista contra todo esto, contrató lo que significa los preceptos modernos. Ya no escandalizan a nadie y no solamente se reciben con la mayor complacencia, sino que ellos mismos se han institucionalizado e incorporado a la cultura oficial de la sociedad occidental. La producción estética actual se ha integrado en la producción de mercancías en general. Se encuentran algunos procedimientos que vienen de la larga tradición o del principio del XX, pero no podemos leerlo de igual manera como antes. Es un momento distinto de la cultura en general, pero sobre todo la producción del arte. Esos procedimientos que eran rupturistas en un momento fueron institucionalizados, fueron absorbidos por el mercado del arte y en general fueron absorbidos por el mercado de mercancías. Analiza cómo muchas características de las vanguardias fueron depositadas en la publicidad directamente. La publicidad para vender un paquete de mayonesa utiliza en el avanzado siglo XX procedimientos de la vanguardia histórica, lo cual es una novedad a nivel general de la cultura. A nivel del arte, estas obras que son rupturistas están absorbidos por la institución, entonces no la podemos leer cómo leíamos a las vanguardias en su momento. Aquí cobra fuerza la idea de una ruptura radical que es necesaria y que tiene que ver con determinada predisposición teórica.
Al pensar esta importancia de una nueva predisposición teórica, hay pensar lo que hay de fondo en estos dos momentos, es decir finales del siglo XX, comienzo del XX. La base económica hoy está bajo una dominación norteamericana en términos militares. Más allá de cómo se acumula el capital, esto está de trasfondo como el dato casi periodístico de la propia época. Hay una dominación militar y económica de dimensiones mundiales, la cual nombra sobre la sangre, la tortura, la muerte y el horror. Estos mismos elementos pueden encontrarse como fondo del modernismo, ya que se está en el periodo de las guerras mundiales. Entonces, toca pensar qué hace la cultura postmoderna con estos elementos a contraluz de lo que hizo la cultura modernista con aquellos otros.
A través del análisis de algunos cuadros modernos en contraposición con un cuadro postmoderno se puede ver que aquellos grandes temas que podrían aparecer a partir de estos elementos aparecen cepillados. Hay una nueva predisposición teórica, estética y crítica y hay una modificación cultural qué hace qué elementos que aparecen como coincidentes sean tratados de una manera diferente.

## Características
Jameson plantea 6 características para el posmodernismo.

### Nueva Superficialidad
Tiene que ver con el imperio de la imagen. Nuevo culto hacia la imagen. Todos tienen necesidad de registrar el momento. En el modernismo, todavía había cierta preocupación real por los objetos. Ahora, lo es por su representación. Búsqueda de ver todo en imágenes.

#### Comparación de Cuadros
Jameson recorta dos cuadros que representan distintos pares de zapatos y a partir de esos cuadros lee las respectivas épocas. Empieza pensando Los Zapatos de Labriego de Van Gogh como una obra eminentemente moderna dónde va a reponer las características de modernismo. La materia prima inicial de este cuadro es el mundo instrumental de la miseria agrícola. La obra de arte moderna emerge entre la materialidad y la plenitud de sentido histórico social. Hay importancia y relevancia del histórico social y cierta densidad histórica en la composición estética.
En contraposición están Los Zapatos de Polvo de Diamante de Warhol, los cuales no nos hablan en absoluto; son en todo caso meros fetiche. Resaltan específicamente el fetichismo de la mercancía de la fase de transición al capitalismo avanzado. En todo caso, en ese sentido se puede llegar a pensar algún componente histórico. A partir de esta característica se da lo que es la falta de profundidad; son pura superficie. Esto resalta un nuevo tipo de superficialidad en el sentido más literal. 
A partir de este análisis del cuadro de Warhol dice: Deberíamos comenzar a interrogarnos más seriamente acerca de las posibilidades del arte crítico político. ¿Puede leerse de manera crítica el arte pop de Warhol? ¿En qué términos de arte puede pensarse como crítico? Dentro de estas expresiones postmodernas lo que cabe más bien es cierta ambigüedad del gesto y cierto régimen de ambivalencia. Son obras que pueden ser leídas como críticas en determinados sentidos pero que paralelamente expresa cierta fascinación por el entorno contemporáneo, a diferencia del arte moderno que es un arte eminentemente crítico, donde estos grandes temas van a aparecer desde un punto de vista crítico.
Por otro lado, desde el punto de vista arquitectónico piensa la arquitectura postmoderna en la ciudad, que aparece como un gran texto.
Para resumir, la modernidad contiene ciertas expresiones modernas y quedan vinculadas con la profundidad y la postmodernidad con ésta mera superficie; la profundidad ha sido reemplazada por la superficie o por múltiples superficies.
El otro cuadro que analiza es el cuadro de Munch, que sirve para pensar esta contraposición. El cuadro de El Grito es un emblema moderno de los grandes temas modernistas, como la alienación, la anomia, la soledad, la fragmentación social y el aislamiento. Siendo así, tendríamos a la modernidad como esta posibilidad de estar enunciando los grandes temas, los grandes relatos, asociados a aquellos procesos de modernización, y por otro lado al postmodernismo como la imposibilidad de enunciar estos grandes relatos.
Hay una pérdida de afectividad y a una distancia crítica con respecto a los problemas y a los objetos que son contemporáneos en este momento histórico.

#### Impersonalidad
Jameson menciona la característica de la impersonalidad. Al imaginarse esas grandes obras modernas donde el yo enuncia de manera personal, esto desaparece en la posmodernidad.  Ahora está el fin del yo, el fin del estilo y las condiciones reproductivas. En la literatura digital hay enunciadores que son meras desgravaciones de voces que están circulando en la televisión, en la radio o en las redes sociales. Esto tiene que ver con determinadas cuestiones procedimentales. Esta impersonalidad es una pérdida de la afectividad.
Todo esto sirve para revelar una serie de características para pensar un poco en términos de estilo y de procedimientos con este momento: el cambio de siglo del siglo XX al XXI. Esto va a marcar la pauta cultural para todo lo que viene después.

### Debilitamiento de la Historicidad
No es que no aparece, sino como diferente, aparece como material apropiado. El propio pasado ha desaparecido (junto con el sentido del pasado o historicidad y memoria colectiva).
Esto se debe a que, tras la quiebra de la ideología modernista del estilo —eso que es tan único e inconfundible como las huellas dactilares, tan incomparable como el propio cuerpo (la fuente misma, según el joven Roland Barthes, de la invención e innovación estilísticas)—, los productores de la cultura sólo pueden dirigirse ya al pasado: la imitación de estilos muertos, el discurso a través de las máscaras y las voces almacenadas en el museo imaginario de una cultura que hoy es global.
Esta situación provoca, evidentemente, lo que los historiadores de la arquitectura llaman «historicismo», es decir, la canibalización aleatoria de todos los estilos del pasado, el juego de la alusión estilística azarosa y, en general, lo que Henri Lefébvre bautizó como la creciente primacía de lo «neo». Aun así, esta omnipresencia del pastiche no es incompatible con un cierto humor, ni está exenta de pasión: es, como poco, compatible con la adicción, con ese apetito, único en la historia, que tienen los consumidores de un mundo transformado en meras imágenes de sí mismo, apetito de pseudoacontecimientos y «espectáculos» (dicho con el término de los situacionistas).
La lógica del simulacro también es espacial, del hotel que simulaba ser una ciudad y también tiene que ver con la historicidad, un pasado que se borra dejando cierta nostalgia. Aparecen textos de esa historicidad, por eso hay cierta nostalgia comercial ligada a la moda retro a lo vintage. Aparecen esos pedazos del pasado o el cine retro, que emula a los años 50, pero que están muy lejos de la auténtica historicidad. Son estereotipos del pasado, no hay una intencionalidad de reconstruir el pasado. 

#### Fin del Estilo
Entonces a partir del fin del yo aparece otra característica: el fin del estilo. No hay un estilo personal en el posmodernismo, lo cual que se puede ver también con el pastiche, es decir está rapiña de distintos estilos del pasado. Esta característica se puede pensar en términos procedimentales porque este pastiche o la construcción de un estilo fuera del estilo también tiene que ver con cuestiones que hacen al procedimiento estético.

#### Intertextualidad
También presenta la Intertextualidad: rasgo deliberado del efecto estético, que deriva en un historicismo que parece contradecirse con el debilitamiento de la historicidad, pero en realidad no por qué es un historicismo que se basa en cepillar cierta densidad y componente histórico porque se produce a partir de la rapiña de los diferentes estilos del pasado. Aparece como una gran mezcolanza de todos los estilos del pasado que son mezclados uno al lado del otro y en algún punto se pierde esa perspectiva histórica. Todo aparecería como un mismo nivel; los criterios de discernimiento entre lo grande y lo chico, lo bueno y lo malo, empiezan a estar más confuso. Las fronteras entre esto y aquello empiezan a difuminarse varios sentidos.
Estas características derivan de la idea del fin de los grandes relatos que venimos nombrando. Ya no son temas que tengan al interior de su propia anunciación la fuerza de un gran tema.

### Temporalidad Esquizofrénica
Determina una nueva sintaxis (Flujo total y significantes flotantes). Es la idea de cúmulos de fragmentos, donde se mezcla lo heterogéneo, lo aleatorio y lo fragmentario. Se rompe la cadena de significantes. Ya no están estos enlaces ni hay una relación de significante- significado, sino directamente significante-significante.
Significante como significantes, puros presentes, sin conexión temporal. Imposibilidad de accionar por la experiencia tan abrumadora (lo que le pasa al esquizofrénico). La fragmentación del sujeto desplaza a su alienación.

### Nuevas Intensidad Emocionales
La mejor manera de establecer una primera aproximación al ocaso de los afectos es mediante la figura humana.  Lo que hemos dicho sobre la mercantilización de los objetos también afecta a los sujetos humanos de Warhol, a su vez éstos se mercantilizan y transforman en sus propias imágenes.  
El sujeto en la posmodernidad: La mercantilización no afectó sólo a objetos sino también a sujetos humanos. Jameson pone el ejemplo de Warhol con Marilyn Monroe, estrella que a su vez se mercantiliza y transforma en sus propias imágenes. En el posmodernismo no tenemos al sujeto angustiado y expresándose (como se ve en El Grito, claramente modernista). Idea del fin del ego burgués, de pensar al individuo como centro.
Usa el Grito de Munch: El grito es una expresión canónica de los grandes temas modernos de la alienación, la soledad, la fragmentación social y el aislamiento, en esa época de la angustia. 
Toda esa emoción que el expresionismo expresa, como gesto, ya no tiene cabida en el mundo posmoderno. Conceptos como angustia y alienación ya no son adecuados en el mundo posmoderno. Se sustituye la profundidad por la superficie.
¿Cómo se compensa ese grito que no se oye? → Para él está en la vibración del ambiente. La fragmentación del sujeto desplaza la alienación.
También con todo esto se pierde la mirada única, la pincelada única.

#### Ocaso de los Afectos
Habla del ocaso de los afectos para pensar el sujeto postmoderno, que va a estar relacionado con el fin del yo. Es un pasaje de la alienación moderna hacia la fragmentación postmoderna a partir de esta pauta cultural que se va modificando. Este giro en la dinámica de la patología cultural puede caracterizarse como el desplazamiento de la alienación del sujeto hacia su fragmentación. Más adelante habla de la muerte del sujeto. Para el postmodernismo nunca existió una subjetividad e incluso en la época moderna fue un constructo ideológico. Para Jameson esto no es así en la postmodernidad. Efectivamente la idea de un sujeto que pueda enunciar de manera total se desvirtúa, aunque en el capitalismo clásico había lo que se concebía como la familia nuclear. Esto fue transformándose de manera tal que la principal característica, incluso psicológicas y psíquicas, de este nuevo sujeto es la fragmentación que se puede pensar a partir de la muerte del sujeto. Al hablar de la muerte del sujeto, menciona que este sujeto total puede pensar en términos holístico la realidad contemporánea.
Lo del sublime tecnológico, tiene que ver con intensidades emocionales, tiene que ver con la imagen movimiento, donde comenzaba a introducir el cine de la crisis imagen acción, que tiene que ver con un escorse, bueno varios, las ciudades como paradigmas cuando empiezan a descomponerse, que empiezan a haber personajes que caminan como en esta ciudad en ruinas  y observan esa decadencia y no pueden accionar demasiado. Jameson, empezó a perder en naturaleza y ganar en simulacro y en abundancia de imágenes. Aparecen superficies brillantes, también estaban los zapatos de Warfut. Las luces de Neón,  habla  del brillo de los autos, habla de superficies incandescentes, casi alucinatorias y aquí aparece la patología un poco, de la alucinación esquizofrénica. Esa alucinación visual, producida por una distorsión del espacio y la imagen, tiene que ver con estas imágenes distorsionadas de la postmodernidas, en términos de simulacro, de las superficies de los edificios que reflejan lo que se les pone adelante. Destellos alucinatorios imposibles de organizar o comprender con la mente. Aquí introduce el sublime tecnológico, aquí la tecnología no es productora sino reproductora.  Ejemplo máquinas que reproducen el movimiento humano hasta la TV, el video, el cine, como reproductores de imágenes.

### Nuevas Tecnologías
Son las tecnologías que reflejan el sistema económico mundial. En el Modernismo se le da importancia a la máquina, ya que la misma es productiva. En la Posmodernidad, más que objetos de movimiento, la idea de que la máquina es el ordenador y la TV, implosiona y dentro está llena de imágenes. Pero son imágenes aplanadas.
Para Jameson, el espacio de la web es un sublime, es un sublime tecnológico, dice si todavía el moderno tenía una naturaleza a la cual escapar ya ahora no existe tal naturaleza, (toma la idea de sublime de Kant, que define lo sublime con la naturaleza). La nueva naturaleza es la cultura, es decir define a la cultura como una segunda naturaleza y el nuevo sublime es tecnológico. Aquello que el hombre no puede dimensionar, no puede abarcar con la mente es el espacio de la web.

### Nuevo Espacio Apabullante
Es un espacio caótico. Provoca cambios en la experiencia vivida. Lo nuevo sublime es el espacio web, ya no la naturaleza. Vuelve a habar sobre el hecho de que el sujeto al no poderse ubicar en el espacio no tiene la capacidad de analizar una posición política, porque el espacio, no es solo la parte física, sino que es algo subjetivo, que tiene que ver con la capacidad de organizarse él en el espacio, es mucho más que geográfico.  Puede representarse él en un contexto amplio, en la sociedad y en el mundo. 
Las paradojas de la representación que implica toda narrativa cuya categoría fundamental sea el “grupo” postmoderno pueden articularse como sigue: puesto que la ideología de grupos surge a la vez que la consabida “muerte del sujeto” la consecuencia es que estos nuevos personajes y representaciones colectivos que son grupos no pueden ser ya, por definición, sujetos.  

#### Espacial
Al final, le suma la cuestión de lo espacial. En la posmodernidad cobra una relevancia fundamental con respecto a la categoría temporal que era relevante en la modernidad.
El espacio lo va a desarrollar con una nueva lógica espacial del espectáculo, sobre todo. Esto se puede poner en línea con respecto a los simulacros, pseudo-acontecimientos y todo lo que tiene que ver con estos nuevos aparatos mediáticos que impactan a nivel de la representación y que desde los ‘60 en adelante explotan hasta el punto de llegar a esta nueva condensación que es el entorno digital.  
A partir de ese fragmento específico del texto se puede entender que su posición no es ingenua, sino que tiene una posición casi política en términos de pensar el presente en sus propias características y en sus propios términos.Jameson no desconoce que muchas de estas características se daban también en el modernismo y sobre todo en la expresión de las vanguardias histórica. Lo que nos está diciendo es que estos mismos elementos que estaban allá se dan en un estado de la cultura profundamente modificados así que no lo podemos leer de la misma manera.